# 奧大井湖上車站
奧大井湖上站（日语：／ Okuōikojō eki */?）是屬大井川鐵道井川線之車站，位於静岡縣榛原郡川根本町梅地。

## 車站構造
側式月台1面1線。

## 車站周邊
- 大井川
- 天狗石山

## 歷史
- 1990年10月2日：設站。
- 2001年：入選中部車站百選。

## 相鄰車站
大井川鐵道
井川線
平田－奧大井湖上－接岨峽溫泉

## 相關題目
- 日本鐵路車站列表